# Viking (réplique)
Pour les articles homonymes, voir Viking (homonymie).
Le Viking (ou Viking Landfinger) est le nom donné à la réplique du bateau de Gokstad récupéré en 1880 à Gokstadhaugen, un tumulus de l'âge des Vikings proche de Sandefjord en Norvège.
Il a été présenté à l'Exposition universelle de 1893 à Chicago, après sa traversée de l'Atlantique nord.
Sa coque, qui a été préservée et restaurée, est exposée dans un abri au Chicago Park District.

## Histoire

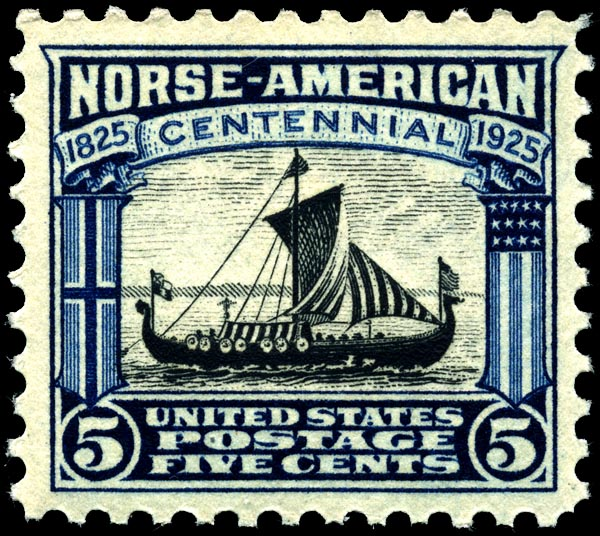
Le US 5c Postage Stamp de 1925.

Ce bateau viking a été construit au chantier naval Rødsverven à Sandefjord, en Norvège. La construction a été réalisée par l'armateur Christen Christensen et Ole Wegger, directeur de Framnæs Mekaniske Værksted. Baptisé Viking, il a été piloté par le capitaine Magnus Andersen (1857-1938) et un équipage de 11 hommes à partir de Bergen, en Norvège.
Le Viking a navigué vers l'Amérique du Nord, en passant par Terre-Neuve, New York, le fleuve Hudson, à travers le canal Érié et les Grands Lacs, arrivant à Chicago à l'Exposition universelle de 1893 pour la commémoration de la découverte de l'Amérique par Christophe Colomb. Carter Harrison, Sr., le maire de Chicago, a pris le commandement pour la dernière étape du voyage, en arrivant à Jackson Park, le mercredi 12 juillet 1893, à grand renfort de publicité.
Après 1893, le Viking a descendu le Mississippi pour rejoindre La Nouvelle-Orléans, où il a hiverné. À son retour à Chicago, le Viking a d'abord été exposé à quai du Field Columbian Museum (aujourd'hui le musée des Sciences et de l'Industrie de Chicago), puis placé sous un abri en bois dans Lincoln Park. En 1920, le navire a été restauré par la Fédération des Sociétés de femmes norvégiennes.
En 1925, pour faire connaître et promouvoir le Norse-American Centennial (en) à Saint-Paul, une série de timbres poste américains ont été émis. L'événement honorait le 100e anniversaire de l'immigration norvégienne aux États-Unis. Un des timbres vedette représentait le Viking photographié en 1893.

## Actuellement
En 1993, le Chicago Park District a fait savoir que le Viking devait être déplacé pour faire place à l'expansion du Lincoln Park Zoo. Des fonds ont été réunis par la communauté scandinavo-américaine en 1994 et le navire a pu être déplacé dans un entrepôt. Ensuite, il a été déplacé à Good Templar Park à Geneva (Illinois) sous un dais. La proue et la poupe du Viking sont actuellement entreposés au musée des Sciences et de l'Industrie de Chicago.
En 2008, la préservation de la Fox Valley a été reconnue par les Monuments de l'Illinois et par la Fondation Richard Driehaus et aussi pour les efforts de collecte de fonds faite pour la préservation du Viking. Cette même année, des fonds ont été décernés par American Express, en partenariat avec le National Trust for Historic Preservation.
En 2012, la tutelle du Viking a été transférée du Chicago Park District à l'association des Amis du navire Viking, qui avait été mis en place pour promouvoir l'effort de conservation avec des visites guidées durant les mois d'avril à octobre.
En 2013 et 2014, les efforts de stabilisation de la coque et des améliorations d'exposition ont été faites. Une nouvelle étape est envisagée pour un nettoyage de la coque et la pose de nouveaux rivets.